# John Wetzel (cestista)
John Francis Wetzel (Waynesboro, 22 ottobre 1944) è un ex cestista e allenatore di pallacanestro statunitense, professionista nella NBA.

## Carriera
Venne selezionato dai Los Angeles Lakers all'ottavo giro del Draft NBA 1966 (75ª scelta assoluta).